# Maurizio Pedetti

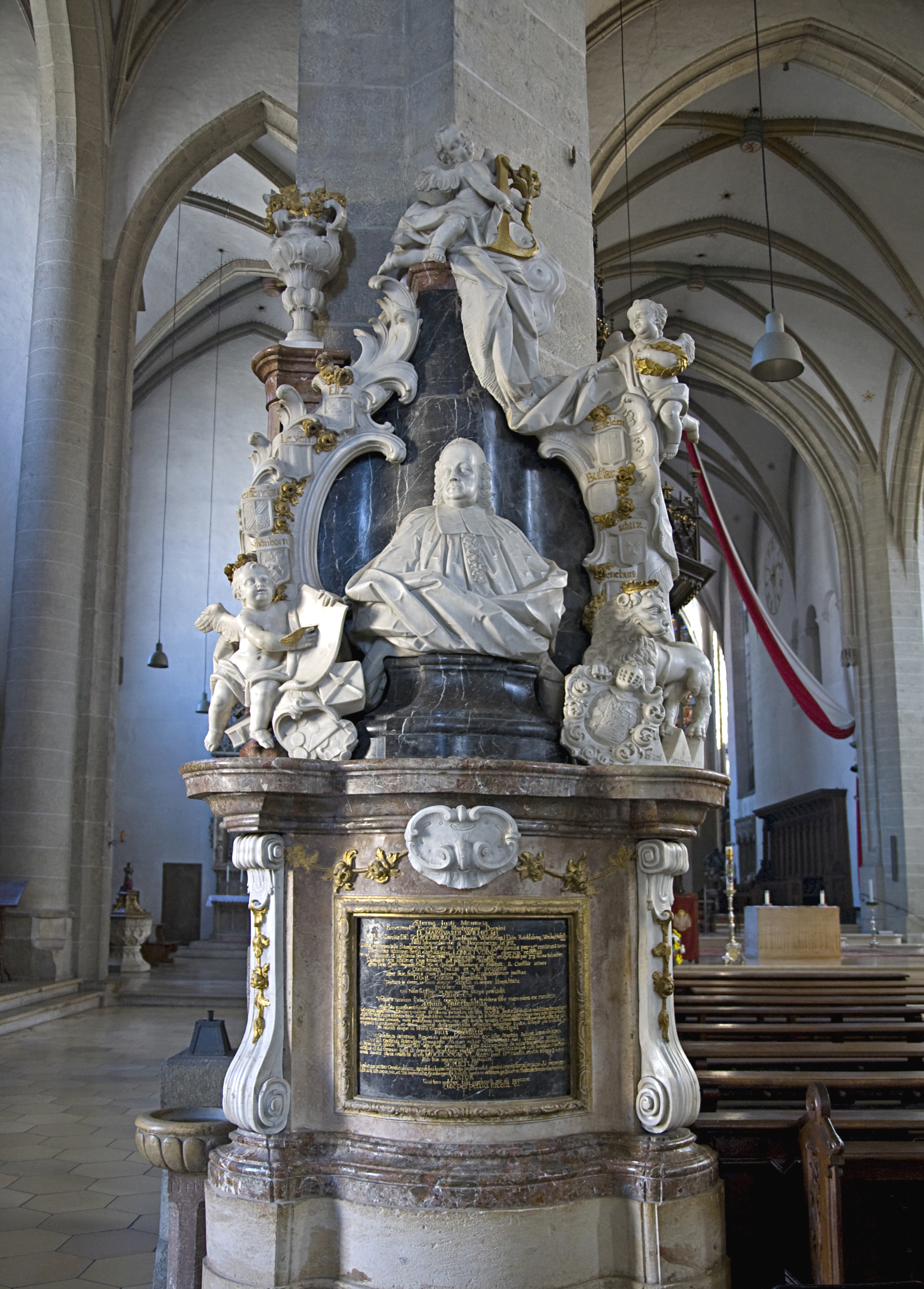
Dom zu Eichstätt – Schönborn-Denkmal

Maurizio Pedetti (* 13. Oktober 1719 in Casasco d’Intelvi (Provinz Como); † 14. März 1799 in Eichstätt) war ein italienischer Architekt des Spätbarocks in Deutschland.

## Leben und Wirken
Maurizio Pedettis Eltern waren der Marmorsteinmetz Francesco Giuliano Pedetti und Giovanna Ceterina geb. Retti. Pedettis Großvater mütterlicherseits war der Architekt Lorenzo Retti; von ihm lernte er das Zeichnen, das er bald meisterlich beherrschte. 1722 zog die Familie nach Mannheim um. Die Baukunst erlernte Pedetti in Ludwigsburg, wo er 1731 zusammen mit seinem Vetter Donato Giuseppe Frisoni am Bau des Schlosses mitwirkte, in Ansbach, wo er ab 1735 Zeichner im Hofbauamt war und bei der Gestaltung des Markgrafenschlosses und der Gumbertuskirche mitwirkte, 1738 in München, 1741 beim Fürstbischof von Speyer, dann an den Höfen von Bruchsal (1742) und Mannheim.
Dazwischen, von 1739 bis 1741, unternahm er eine Italienreise und bildete sich bei Giovanni Baptiste Nolli weiter. 1743 stand er in Militärdiensten und nahm am Österreichischen Erbfolgekrieg teil. Ab 1745 war er am Hof des Königs Christian VI. von Dänemark und schließlich am Hof des Fürsten Radziwiłł in Polen bedienstet.
Am 12. April 1750 bewarb er sich mit Erfolg um die Stelle des Hofbaudirektors und Hofkammerrats in Eichstätt, die er unter vier Fürstbischöfen bis zu seinem Tod innehatte. 1752 heiratete er Maria Anna Walburga Hortis aus Herrieden und hatte mit ihr drei Kinder, von denen nur eine Tochter überlebte.
Als Pedetti in Eichstätt seinen Dienst antrat, waren alle wichtigen Bauten nach der Zerstörung durch die Schweden im Jahr 1634 von seinen Vorgängern, insbesondere von Jakob Engel und Gabriel de Gabrieli, wiederhergestellt. Zwar plante er verschiedene Neu- und Umbauten, aber nur weniges davon gelangte zur Ausführung. Seine Tätigkeit beschränkte sich in den ersten Jahren seiner Tätigkeit in Eichstätt auf die Behebung von Bauschäden an Gebäuden des gesamten Hochstifts. Ausbesserungen musste er unter anderem am Eichstätter Dom und an der Willibaldsburg vornehmen.
Als 1757 Raymund Anton Graf von Strasoldo Fürstbischof wurde, begann im Hochstift eine neue Bauperiode, eine spätbarocke Blütezeit, die Pedettis Auftragslage wesentlich verbesserte. So durfte er auf dem Hirschberg bei Beilngries ein repräsentatives fürstbischöfliches Jagdschloss errichten. Von 1760 bis 1765 gestaltete er als Architekt die Vorgängerbauten zu einer symmetrischen Rokoko-Anlage mit einem tiefen Ehrenhof und einer „Fürstenstraße“ um. Die für den Spätbarock typische Verbindung von Architektur und Natur griff er auch später immer wieder auf.
In Eichstätt selber erweiterte er das Waisenhaus im Osten der Stadt, wobei die Baudurchführung in den Händen des Domkapitel-Baumeisters Giovanni Domenico Barbieri lag. In die bischöfliche Residenz (heute Landratsamt) baute er 1767/68 ein repräsentatives Stiegenhaus mit Hofdurchfahrt und im 2. Obergeschoss einen Festsaal – den „Spiegelsaal“ – ein.

## Historische Bauprojekte

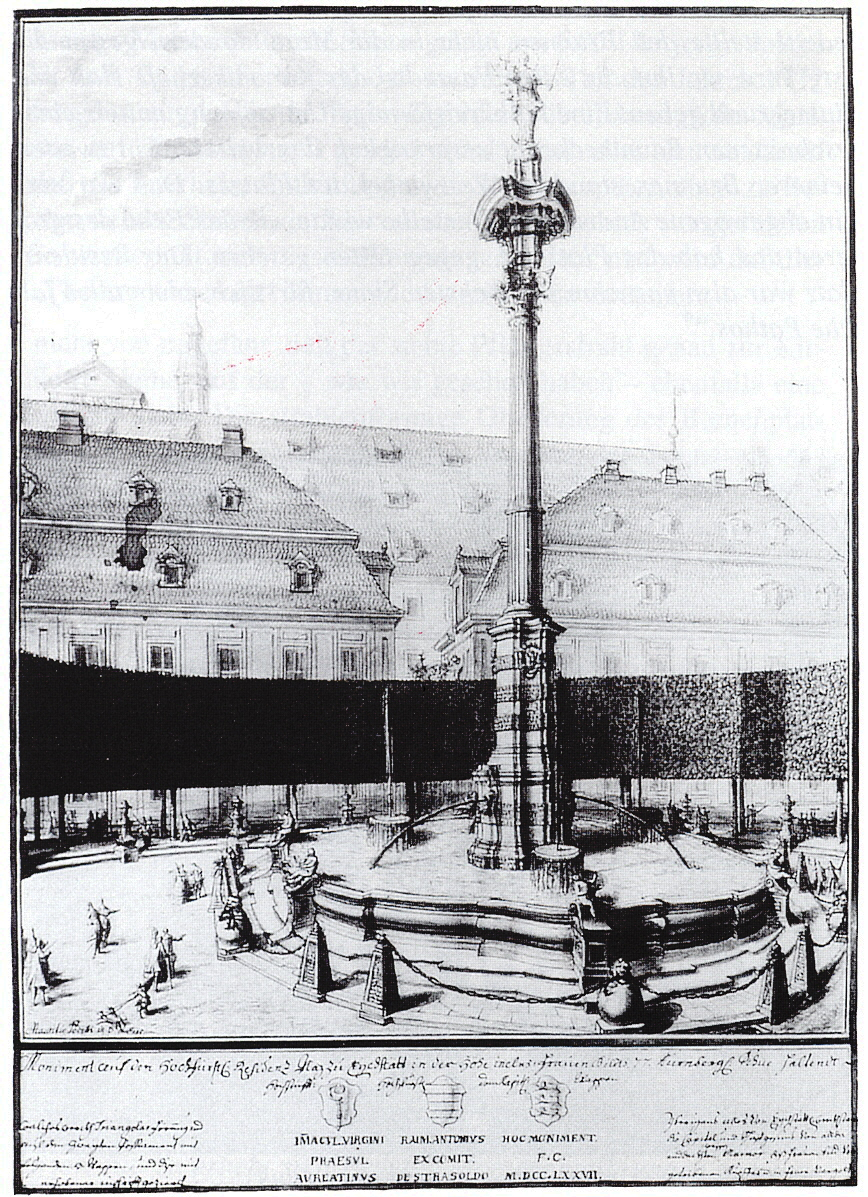
Zeichnung Pedettis der 1777 eingeweihten Mariensäule auf dem Eichstätter Residenzplatz

Als städtebauliche Glanzleistung Pedettis gilt die Ausgestaltung des Residenzplatzes 1776–1780 mit der fast 24 Meter hohen Mariensäule mit großem und kleinen Brunnen sowie dem pflasterstrahligen Platzparkett und einem geschwungenen Lindenhalbrondell als Abschluss im Osten. An der Sommerresidenz gestaltete er den Hofgarten mit der Neugestaltung der Südfront mit ihren Pavillons nach dem veränderten Zeitgeschmack des Rokoko um.
Sein zeichnerisches Talent konnte er nutzen, als er 1758 zusammen mit dem Maler Michael Franz den Hochstiftskalender des Domkapitels neu gestaltete. Auch sind von ihm Stadtansichten von Eichstätt, Herrieden, Berching und Greding überliefert.
An der Wende zum Klassizismus baute Pedetti 1791 den Mittelrisalit an der Südseite der Residenz; auch die Schildwachhäuschen gehen auf diese Zeit zurück. Ganz im Stil des Klassizismus gestaltete er unter dem letzten Eichstätter Fürstbischof Josef Graf von Stubenberg in der Residenz das 1. Obergeschoss mit den bischöflichen Gemächern um. Pedettis Pläne 1792 zur klassizistischen Umgestaltung des Schlosses Pfünz wurden nicht ausgeführt. Insgesamt hat Pedetti Entwürfe für sieben Schlossanlagen und Idealpläne für sechs Schlösser und Residenzen gefertigt.
Im Hochstift entstanden unter Pedetti, der unter vier Fürstbischöfen wirkte, zahlreiche Neubauten für Forst- und Schulhäuser, Pfarrhöfe, Rat- und Kastenhäuser, Kirchen und Kapellen. Einige Werke seien erwähnt:
- Frauenkirche in Beilngries
- Mariä-Himmelfahrts-Kirche in Berching – „eine bedeutende Raumschöpfung“ (Endl)
- Pfarrhaus in Herrieden
- Kirche St. Sebastian in Arnsberg
- Klosterkirche Rebdorf, klassizistisches Kirchenportal
- Grabdenkmal für den Domherrn Marquard Wilhelm Graf von Schönborn im Eichstätter Dom
- Grabdenkmal für Fürstbischof Raymund Anton Graf von Strasoldo im Eichstätter Dom
- drei Brücken in Eichstätt
- Wasserversorgungsanlagen für die Residenzplatz- und Hofgartenbrunnen

Eine Bewerbung um die Stelle des Domkapitelbaumeisters in Nachfolge von Giovanni Domenico Barbieri im Jahr 1765 blieb erfolglos. So ging Pedetti als letzter Hofbaumeister des Hochstifts Eichstätt an der Wende vom Rokoko zum Klassizismus in die Geschichte ein; vier Jahre nach seinem Tod kam mit der Säkularisation das Ende der weltlichen Herrschaft der Fürstbischöfe. Sein wohl von ihm selbst entworfenes Grabmal im Stil des Klassizismus hat sich an der Außenwand der Kapelle „Maria Schnee“ im Eichstätter Ostenfriedhof erhalten. Ein Porträt von ihm ist nicht überliefert.

## Literatur

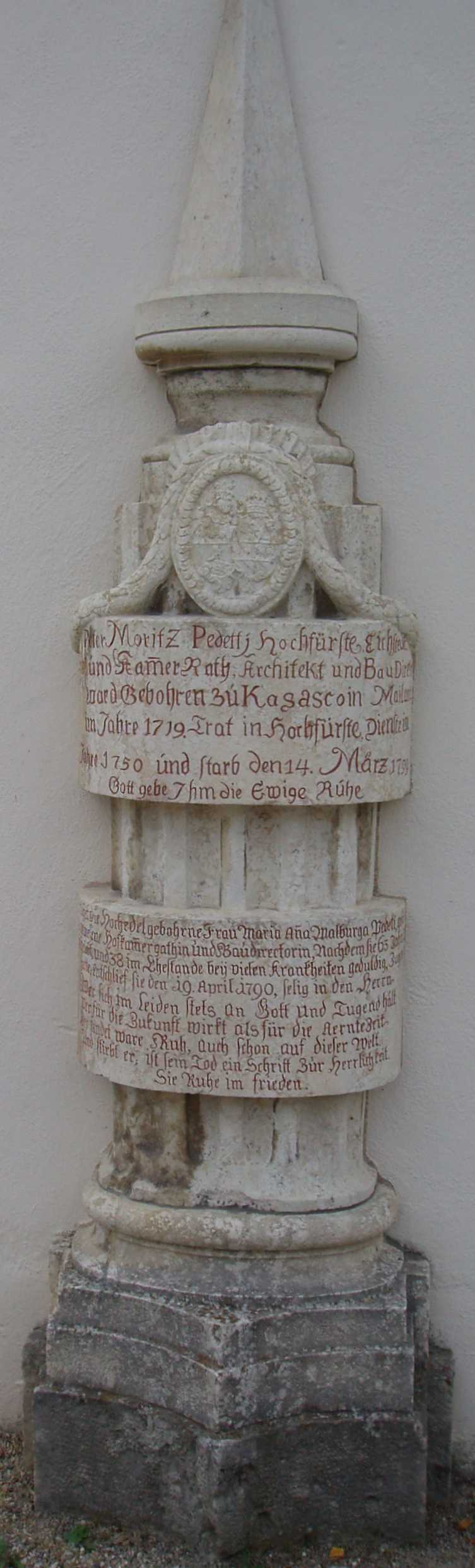
Grabmal des Maurizio (hier: Moritz) Pedetti auf dem Eichstätter Ostenfriedhof